# الکساندر یکم (اپیروس)

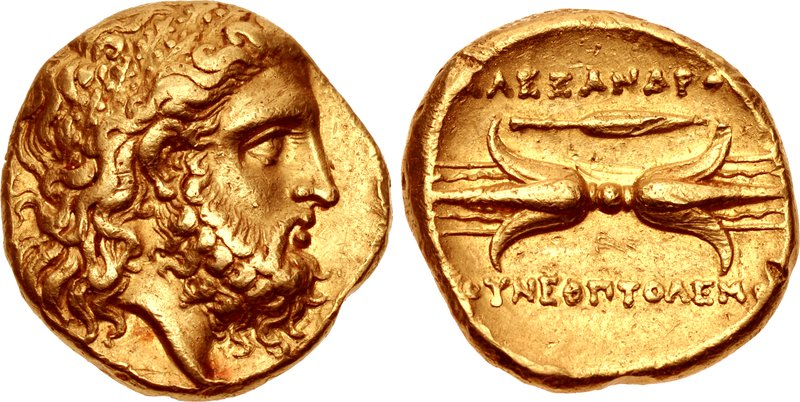
سکه الکساندر

الکساندر یکم اپیروس (به یونانی: Ἀλέξανδρος Α' τῆς Ἠπείρου؛ ۳۷۰ – ۳۳۱ پیش از میلاد)، همچنین معروف به الکساندر مولوسیایی، از خاندان مولوسیایی آیاکیدس از سال ۳۵۰ پیش از میلاد تا لحظهٔ مرگش، پادشاه اپیروس بود. او برادر المپیاس و در نتیجه دایی اسکندر کبیر بود.

## زندگی‌نامه
پدر الکساندر، نئوپتولموس یکم، در سال ۳۶۰ پیش از میلاد درگذشت اما الکساندر به علت صغر سنی نتوانست جانشین او شود. در عوض عمویش، آروباس، به جای او بر تخت سلطنت نشت. آروباس در پی تحکیم قدرت خویش، برادرزاده‌اش، المپیاس، را به زنی به فیلیپ دوم مقدونی داد. الکساندر خردسال نیز همراه خواهرش راهی دربار فیلیپ شد.
پس از آنکه فیلیپ قدرت گرفت و قلمروش را با موفقیت گسترش داد، رابطه‌اش با متحد پیشین، آروباس، بنا بر دلایلی بر هم خورد. فیلیپ در نبردی علیه اپیروس، آروباس را به زیر کشید و برادر زنش، الکساندر، را به جای او بر تخت سلطنت اپیروس نشاند.
در سال ۳۳۷ پیش از میلاد پس از خصومتی که مابین فیلیپ و پسرش، اسکندر کبیر، پیش آمد، اسکندر مادرش را نزد الکساندر برد اما روابط الکساندر و فیلیپ کماکان ادامه پیدا کرد تا آنکه در نهایت با میانجیگری یکی از خویشان فیلیپ، اسکندر و المپیاس به دربار فیلیپ بازگشتند. چندی بعد فیلیپ دخترش، کلئوپاترا، را به زنی به الکساندر داد و در مراسم ازدواج همین دو بود که پاوسانیاس، با ضربهٔ قمه‌ای فیلیپ را از پای درآورد.